# 新潟漆器
新潟漆器（にいがたしっき）は、新潟県で生産される漆器。

## 特徴
新潟漆器は、竹塗、花塗、石目塗、錦塗、磯草塗、金磨塗等の多彩な塗りが特徴である。中でも、竹の筋や節目などを精巧に模し、竹独特の質感を再現する「竹塗」は全国的にも有名。
また、それぞれの塗りに独特の特徴がある。

## 沿革
江戸時代初頭の元和年間（1615年～1624年）に春慶塗が伝えられたことに始まる。寛永15年（1638年）に、現在の古町7番町付近に「椀店（わんだな）」と称する塗物専売地域が定められ、保護政策が取られた。古くから物資の集散地であった新潟で、様々な地方の技法が伝わり、その技法に磨きがかけられ発展していった。

## 製造産地
- 新潟市
- 加茂市